# Ponte di Gjemnessund
Il ponte di Gjemnessund è un ponte tra la terraferma e l'isola di Bergsøya sul Gjemnessundet, presso la città di Gjemnes, in Norvegia.